# 吴宗铨
吴宗铨（1978年12月—），男，汉族，教育部长江学者特聘教授，吉林大学教授。

## 生平
2001年本科毕业于安徽师范大学，2006年于中国科学院上海有机化学研究所获博士学位，师从蒋锡夔院士、黎占亭研究员。2006年至2010年，先后在日本名古屋大学和美国德克萨斯大学奥斯汀分校做博士后。2011年至2021年，任合肥工业大学教授、博士生导师。2022年调入吉林大学工作，任化学学院教授、博士生导师。

## 学术贡献
主要从事螺旋手性高分子及其共聚物可控合成及应用的研究工作。在J. Am. Chem. Soc., Angew. Chem. Int. Ed., Nat. Commun.等期刊发表论文100余篇，获授权发明专利5项。主持国家基金委优秀青年基金项目等课题多项，获中国化学会青年手性化学奖、上海市自然科学一等奖、安徽省青年科技奖等奖励多项。